# Peaky Blinders (TV-serie)
Peaky Blinders är en brittisk dramaserie som handlar om gangsterfamiljen Shelby i Birmingham, England i efterdyningarna av första världskriget. Serien skapades av Steven Knight och producerad av Caryn Mandabach Productions, Screen Yorkshire och Tiger Aspect Productions. Cillian Murphy spelar gängledaren Tommy Shelby och Sam Neill spelar major Chester Campbell, en uppdragsdetektiv från Belfast som har uppdraget att stoppa gänget. Seriens skapare återanvände namnet Peaky Blinders,  kriminella gäng som var aktiva i Birmingham från 1890-talet till 1920-talet.
Den första säsongen sändes på BBC Two den 13 september 2013 och gick i sex episoder. Den andra säsongen sändes den 2 oktober 2014. Den tredje säsongen sändes den 5 maj 2016. Den 26 maj 2016 meddelade BBC att de hade beställt en fjärde och femte säsong av serien. Den fjärde säsongen sändes den 15 november 2017; efter att säsongsfinalen sändes den 20 december 2017 meddelades att en femte säsong kom att sändas 2019. Serien sändes i totalt sex säsonger med avslut 2022.

## Rollista

### Huvudroller
- Cillian Murphy − Thomas 'Tommy' Shelby
- Helen McCrory − Polly (Elizabeth) Gray
- Paul Anderson − Arthur Shelby, Jr.
- Sam Neill − Chester Campbell (Säsong 1–2)
- Annabelle Wallis − Grace Shelby née Burgess (Säsong 1–3, 5)
- Joe Cole − John Shelby (Säsong 1–4)
- Sophie Rundle − Ada Thorne
- Finn Cole − Michael Gray (Säsong 2–6)
- Harry Kirton − Finn Shelby (Säsong 2–6)
- Natasha O'Keeffe − Lizzie Shelby, född Stark
- Ned Dennehy − Charlie Strong
- Packy Lee − Johnny Dogs
- Ian Peck − Curly
- Benjamin Zephaniah − Jeremiah Jesus
- Jordan Bolger − Isaiah Jesus (Säsong 2–4)
- Aimee-Ffion Edwards − Esme Shelby (Säsong 1–4)
- Kate Phillips − Linda Shelby (Säsong 3–6)

### Biroller
- Tom Hardy − Alfie Solomons (Säsong 2–4)
- Adrien Brody − Luca Changretta (Säsong 4)
- Aidan Gillen − Aberama Gold (Säsong 4–5)
- Charlotte Riley − May Carleton (Säsong 2, 4)
- Paddy Considine − Fader John Hughes (Säsong 3)
- Noah Taylor − Derby Sabini (Säsong 2)
- Charlie Creed-Miles − Billy Kimber (Säsong 1)
- Charlie Murphy − Jessie Eden (Säsong 4–5)
- Gaite Jansen − Storhertiginnan Tatiana Petrovna (Säsong 3)
- Iddo Goldberg − Freddie Thorne (Säsong 1)
- Alexander Siddig − Ruben Oliver (Säsong 3)
- Jack Rowan − Bonnie Gold (Säsong 4–5)
- Anya Taylor-Joy − Gina Gray (Säsong 5)
- Sam Claflin − Oswald Mosley (Säsong 5)
- Brian Gleeson − Jimmy McCavern (Säsong 5)

### Återkommande roller
- Tommy Flanagan − Arthur Shelby, Sr.  (Säsong 1)
- Alfie Evans-Meese − Finn Shelby (Säsong 1)
- Samuel Edward-Cook − Danny "Whizz-Bang" Owen (Säsong 1)
- Andy Nyman − Winston Churchill (Säsong 1)
- David Dawson − Roberts (Säsong 1)
- Tony Pitts − Sergeant/Inspector Moss
- Kevin Metcalfe − Scudboat (Säsong 1)
- Neil Bell − Harry Fenton (Säsong 1)
- Lobo Chan − Mr Zhang (Säsong 1)
- Tom Vaughan-Lawlor − Malacki Byrne (Säsong 1)
- Keith Dunphy − Maguire (Säsong 1)
- Kunjue Li − Chinn (Säsong 1)
- Richard McCabe − Winston Churchill (Säsong 2)
- Adam El Hagar − Ollie (Säsong 2)
- Sam Hazeldine − George Sewell (Säsong 2)
- Paul Bullion − Billy Kitchen (Säsong 2)
- Rory Keenan − Donal Henry (Säsong 2)
- Simone Kirby − Irene O'Donnell (Säsong 2)
- Wanda Opalinska − Rosemary Johnson (Säsong 2, 4)
- Erin Shanagher − Mrs. Ross (Säsong 2, 4)
- Daniel Fearn − King Maine (Säsong 2, 4)
- James Richard Marshall − Henry Russell (Säsong 2)
- James Eeles − Digbeth Kid (Säsong 2)
- Josh O'Connor − James (Säsong 2)
- Dorian Lough − Mario (Säsong 2)
- Adam Lawrence − young lover (Säsong 2)
- Jan Bijvoet − Storhertig Leon Petrovna (Säsong 3)
- Dina Korzun − Storhertiginnan Izabella (Säsong 3)
- Stephanie Hyam − Charlotte Murray (Säsong 3)
- Kenneth Colley − Vicente Changretta (Säsong 3)
- Bríd Brennan − Audrey Changretta (Säsong 3–4)
- Frances Tomelty − Bethany Boswell (Säsong 3)
- Richard Brake − Anton Kaledin (Säsong 3)
- Alex Macqueen − Patrick Jarvis MP (Säsong 3)
- Wendy Nottingham − Mary (Säsong 3)
- Luca Matteo Zizzari − Matteo (Säsong 4)
- Jake J. Meniani − Frederico (Säsong 4)
- Dino Kelly − Goliath (Säsong 4)
- Kingsley Ben-Adir − Överste Ben Younger (Säsong 4)
- Graeme Hawley − Niall Devlin (Säsong 4)
- Pauline Turner − Frances (Säsong 4)
- Donald Sumpter − Arthur Bigge (Säsong 4)
- Jolyon Coy − Edward Roberts (Säsong 4)
- Jamie Kenna − Billy Mills (Säsong 4)
- Joseph Long − Chef (Säsong 4)
- Andreas Muñoz − Antonio (Säsong 4)
- Jenson Clarke − Charles Shelby (Säsong 4)
- Ethan Picard-Edwards − Billy Shelby (Säsong 4)